# Secret Number
Secret Number (en hangul, 시크릿넘버) es un grupo femenino multinacional surcoreano formado por Vine Entertainment. El grupo está conformado por seis miembros: Soodam, Zuu, Ebin, Minssi, Dinda and Nabi. Debutaron oficialmente el 19 de mayo de 2020 con el álbum sencillo Who Dis?.

## Historia

### 2020: Debut conWho Dis?yGot That Boom
El 17 de diciembre de 2019, Vine Entertainment adelantó el debut de su nuevo grupo femenino. Léa fue la primera miembro que se reveló como integrante del nuevo grupo. Es de Japón y anteriormente fue miembro del grupo femenino de k-pop Skarf, bajo el nombre de "Hana". La segunda miembro revelada fue Dita, de Indonesia, que se unió después de terminar sus estudios en la ciudad de Nueva York. El 15 de noviembre de 2019, se reveló que Jinny y Denise eran la tercera y cuarta miembro respectivamente, ambas coreano-estadounidenses, seguidas de Soodam como la última miembro del grupo y la única integrante nativa de Corea del Sur. Después de que se revelaron las cinco miembros, la compañía confirmó que faltaban 100 días para su debut, programado para el 26 de marzo de 2020, sin embargo, el 12 de marzo de 2020, Vine Entertainment retrasó el debut del grupo debido a la pandemia de COVID-19.
El 29 de abril, la agencia reveló el nombre del nuevo grupo como Secret Number y abrió las cuentas de redes sociales del grupo. El 6 de mayo, se reveló en un artículo de Naver que el grupo debutaría oficialmente el 19 de mayo con el álbum sencillo Who Dis?.
Debutaron oficialmente el 19 de mayo y realizaron su presentación de debut ese mismo día.
El 22 de octubre, la agencia anunció que el grupo haría su regreso con su segundo álbum sencillo titulado Got That Boom el 4 de noviembre de 2020. El álbum sencillo constó de dos pistas, el título principal «Got That Boom« y «Privacy».
El éxito comercial de Secret Number en sus primeros cinco meses les valió varios premios en los principales eventos musicales de fines de año, incluidos los Asia Artist Awards, APAN Music Awards, Asian Pop Music Awards y los Ten Asia Global Top Ten Awards, entre otros. Además, Billboard Korea las nombró como uno de los "Mejores grupos de K-pop novatos del 2020".

### 2021-presente:Fire Saturday
El 30 de septiembre de 2021, Vine Entertainment anunció de manera oficial que Denise no participaría en las próximas promociones del tercer álbum del grupo debido a asuntos de negociaciones de su contrato con la agencia, mientras que una semana después, el 8 de octubre de 2021, la compañía anunció que Secret Number lanzaría su tercer álbum sencillo titulado Fire Saturday el 27 de octubre. Tras algunos rumores, el 16 de octubre se confirmó la incorporación oficial al grupo de la cantante, Zuu, uniéndose como un nuevo miembro de Secret Number, y al día siguiente se ratificó también la incorporación de Minji, exparticipante de los realities musicales Produce 101 y Produce 48, que se sumaría al grupo en este nuevo lanzamiento.
El 5 de febrero de 2022, a través de su cuenta de Instagram, la integrante Denise anunció su término de contrato con Vine Entertainment y, por consiguiente, su salida definitiva del grupo.

## Miembros
| Integrantes      | Integrantes      | Integrantes          | Integrantes                       | Integrantes                      | Integrantes                   |
| Nombre artístico | Nombre artístico | Nombre de nacimiento | Fecha de nacimiento               | Lugar de nacimiento              | Posición                      |
| Romanización     | Hangul           | Nombre de nacimiento | Fecha de nacimiento               | Lugar de nacimiento              | Posición                      |
| ---------------- | ---------------- | -------------------- | --------------------------------- | -------------------------------- | ----------------------------- |
| Soodam           | 수담             | Lee Soo Dam          | 9 de noviembre de 1999 (25 años)  | Seúl, Corea del Sur              | Vocalista y bailarina         |
| Zuu              | 주               | Ji Yeongju           | 24 de marzo de 2000 (25 años)     | Corea del Sur                    | Vocalista y bailarina         |
| Ebin             | 에빈             |                      |                                   |                                  |                               |
| Minssi           | 민씨             |                      |                                   |                                  |                               |
| Dinda            | 딘다             |                      |                                   |                                  |                               |
| Nabi             | 나비             |                      |                                   |                                  |                               |
| Exintegrantes    |                  |                      |                                   |                                  |                               |
| Dita             | 디타             | Dita Karang          | 25 de diciembre de 1996 (28 años) | Yogyakarta, Indonesia            | Rapera, vocalista y bailarina |
| Jinny            | 지니             | Park Jin Hee         | 20 de enero de 1998 (27 años)     | Los Ángeles, California, EE. UU. | Rapera, vocalista y bailarina |
| Minji            | 민지             | Park Min Ji          | 31 de marzo de 1999 (26 años)     | Yongin, Corea del Sur            | Vocalista y bailarina         |
| Léa              | 레아             | Ogawa Mizuki         | 12 de agosto de 1995 (30 años)    | Tokio, Japón                     | Líder, vocalista y bailarina  |
| Denise           | 데니스           | Denise Kim           | 11 de enero de 2001 (24 años)     | Houston, Texas, EE. UU.          | Vocalista y bailarina         |

## Discografía

### Discografía
Álbumes Sencillos
- 2020: Who Dis?
- 2020: Got That Boom
- 2021: Fire Saturday
- 2022: Doomchita
- 2022: TAP
- 2023: Like It Like It
- 2023: DOXA
- 2023: Starlight

### Sencillos
| Año                                                                                          | Título            | Pos. en listas | Álbum           |
| Año                                                                                          | Título            | COR            | Álbum           |
| -------------------------------------------------------------------------------------------- | ----------------- | -------------- | --------------- |
| 2020                                                                                         | «Who Dis?»        | -              | Who Dis?        |
| 2020                                                                                         | «Got That Boom»   | -              | Got That Boom   |
| 2021                                                                                         | «Fire Saturday»   | -              | Fire Saturday   |
| 2022                                                                                         | «Doomchita»       | -              | Doomchita       |
| 2022                                                                                         | «TAP»             | -              | TAP             |
| 2023                                                                                         | «Like It Like It» | -              | Like It Like It |
| 2023                                                                                         | «DOXA»            | -              | Doxa            |
| 2023                                                                                         | «Starlight»       | -              | Starlight       |
| "—" indica que el lanzamiento no se posicionó en la lista o no se publicó en ese territorio. |                   |                |                 |

## Videografía
| Año  | Título            | Director(es)           | Ref.   |
| ---- | ----------------- | ---------------------- | ------ |
| 2020 | «Who Dis?»        | Hong Won-ki (Zanybros) | [ 17 ] |
| 2020 | «Got That Boom»   | Hong Won-ki (Zanybros) | [ 18 ] |
| 2021 | «Fire Saturday»   |                        |        |
| 2022 | «Doomchita»       |                        |        |
| 2022 | «TAP»             |                        |        |
| 2023 | «Like It Like It» |                        |        |
| 2023 | DOXA              |                        |        |
| 2023 | Starlight         |                        |        |

## Premios y nominaciones
| Año  | Premio                   | Categoría                              | Receptor      | Resultado | Ref.   |
| ---- | ------------------------ | -------------------------------------- | ------------- | --------- | ------ |
| 2020 | Asia Artist Awards       | Mejor Artista Nuevo Femenino           | Secret Number | Ganador   | [ 19 ] |
| 2020 | Brand of the Year Awards | Premio a Mejor Artista Rookie Femenino | Secret Number | Nominado  | [ 20 ] |
| 2020 | Mnet Asian Music Awards  | Mejor Artista Nuevo Femenino           | Secret Number | Nominado  | [ 21 ] |
| 2020 | Mnet Asian Music Awards  | Artista del Año                        | Secret Number | Nominado  | [ 21 ] |
| 2020 | Mnet Asian Music Awards  | Ícono Global del Año                   | Secret Number | Nominado  | [ 21 ] |
| 2020 | The Fact Music Awards    | Premio Fan N Star Choice - Artista     | Secret Number | Nominado  | [ 22 ] |
| 2020 | The Fact Music Awards    | Premio TMA a la Popularidad            | Secret Number | Nominado  | [ 23 ] |
| 2020 | Top Ten Asian Awards     | Artista Top 10 (Región Indonesia)      | Secret Number | Ganador   | [ 24 ] |
| 2021 | Korea First Brand Awards | Mejor Artista Nuevo Femenino           | Secret Number | Nominado  | [ 25 ] |
| 2021 | Seoul Music Awards       | Rookie del Año                         | Secret Number | Nominado  | [ 26 ] |
| 2021 | Seoul Music Awards       | Premio K-wave a la Popularidad         | Secret Number | Nominado  | [ 26 ] |
| 2021 | Seoul Music Awards       | Premio a la Popularidad                | Secret Number | Nominado  | [ 26 ] |
| 2021 | Seoul Music Awards       | Premio Artista Fan PD                  | Secret Number | Nominado  | [ 26 ] |
| 2021 | Seoul Music Awards       | Premio WhosFandom                      | Secret Number | Nominado  | [ 26 ] |
| 2021 | Top Ten Asian Awards     | Artista Top 10 (Región Indonesia)      | Secret Number | Ganador   | [ 27 ] |
| 2021 | Top Ten Asian Awards     | Artista Top 10 (Región Reino Unido)    | Secret Number | Ganador   | [ 27 ] |